# Долно Гранчарево
Долно Гранчарево (на сръбски: Доње Гранчарево) е село в Босна и Херцеговина, разположено в община Требине, в ентитета на Република Сръбска. Населението му според преброяването през 2013 г. е 15 души, от тях: 14 (93,33 %) сърби и 1 (6,66 %) бошняци.

## Население
Численост на населението според преброяванията през годините:
- 1961 – 287 души
- 1971 – 130 души
- 1981 – 70 души
- 1991 – 63 души
- 2013 – 15 души